# Самарский областной историко-краеведческий музей имени П. В. Алабина
Самарский областной историко-краеведческий музей — один из старейших музеев Поволжья, расположенный в Самаре.

## История

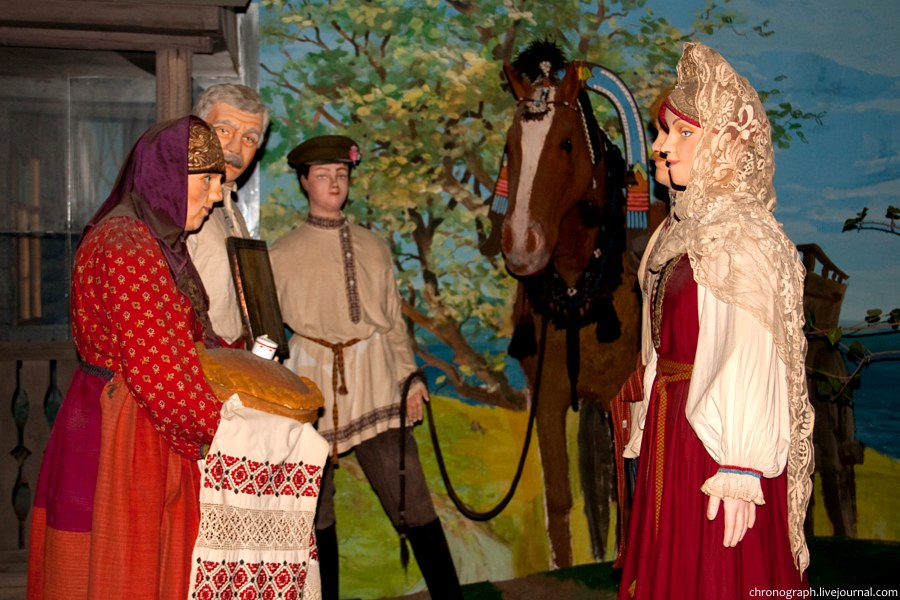
Инсталляции русских обрядов

Начало истории Самарского областного историко-краеведческого музея было положено 29 января 1880 года, когда на заседании Самарской городской думы (далее СГД) член Подготовительной комиссии Пётр Владимирович Алабин прочитал доклад, в котором комиссия признала «за лучшее соорудить приличное здание для существующей уже в Самаре библиотеки и в том же здании устроить публичный музей, который имел бы средством изучения Самарского края в отношении естественном, сельскохозяйственном, техническом и историческом». Пётр Алабин вынес на обсуждение СГД составленный им «проект устройства здания для публичной библиотеки и музея, устройства и хранения музея». 2 августа 1886 года на рассмотрение СГД был представлен доклад Самарской городской управы с проектом устройства публичного музея. В нём были определены задачи, направления деятельности музея, его устройство и система административного руководства. Автором проекта был П. В. Алабин. Устраиваемое учреждение имело свою выставку и печать «Самарский публичный музей» и находилось в ведении Попечительского Комитета Александровской публичной библиотеки. Наконец, 13 ноября 1886 года СГД постановила: доклад принять и разрешить приём предметов для музея. В это время была начата работа по сбору фондов музея через обращения к частным лицам, учреждениям, ученым обществам. Среди «доброхотных» поступлений в музей: альбом фотоснимков солнечного затмения 1887 г. фотохудожника Васильева в г. Самаре; альбом фотопортретов гласных Самарской городской думы со времени введения городового положения; образцы добываемой соли и коллекция изделий из неё (гиря, пароход и др.); образцы нефти и всех продуктов из неё; образцы продуктов сахара и рафинада (сахарная голова). Музейные предметы строго систематизировались и каждый снабжался подробным объяснительным ярлыком.
После смерти Алабина в 1896 году Самарская Городская библиотека и Самарский Городской музей переведены в новое здание, приобретенное СГД — дом Ушаковой, где размещалось Благородное собрание, на улице Дворянской, 145 (сейчас Куйбышева, 113). После окончания работ по расстановке коллекций Самарского публичного музея и Зала императора Александра II 24 мая 1898 года, после молебна, эти учреждения были открыты. Музей занимал две комнаты и имел право в общем зале с библиотекой помещать картины художников.
С 1901 года заведующим Самарским городским музеем являлся Сергей Ефремович Пермяков. Музей имел семь отделов: археологии и истории края, этнографии, промыслов (сельское хозяйство, кустарные промыслы), зоологии, ботаники, геологии и минералогии, отдел художеств. При Пермякове было положено начало собиранию гербария Самарской флоры. В отчёте о работе музея в 1901 г. выражена благодарность «за работу на пользу музея самарским жителям, отдавшим бескорыстно своё время и труд на систематизацию имевшегося в музее материала и прилив в музей пожертвований, среди которых немало интересных предметов». При Самарском городском музее был организован Музейный кружок (1915 год), на основе которого впоследствии было создано Археологическое общество (1916 год).
С марта по октябрь 1917 года Директором музея был Константин Павлович Головкин. После февральской буржуазно-демократической революции Зал императора Александра II закрыт и в нём организован отдел «Война и русская революция». С октября 1917 года музеем руководила Комиссия по заведованию Самарским городским музеем. В первые послереволюционные годы фонды музея активно пополнялись: были организованы поездки в Пугачевский уезд по спасению разгромленных и разграбленных ценностей Никольского и Спасо-Преображенского монастырей, библиотеки и архива в имении Протопопова в селе Духовницкое; в музей поступали художественные, естественноисторические коллекции из разных реформированных учреждений (Самарский университет и др.).

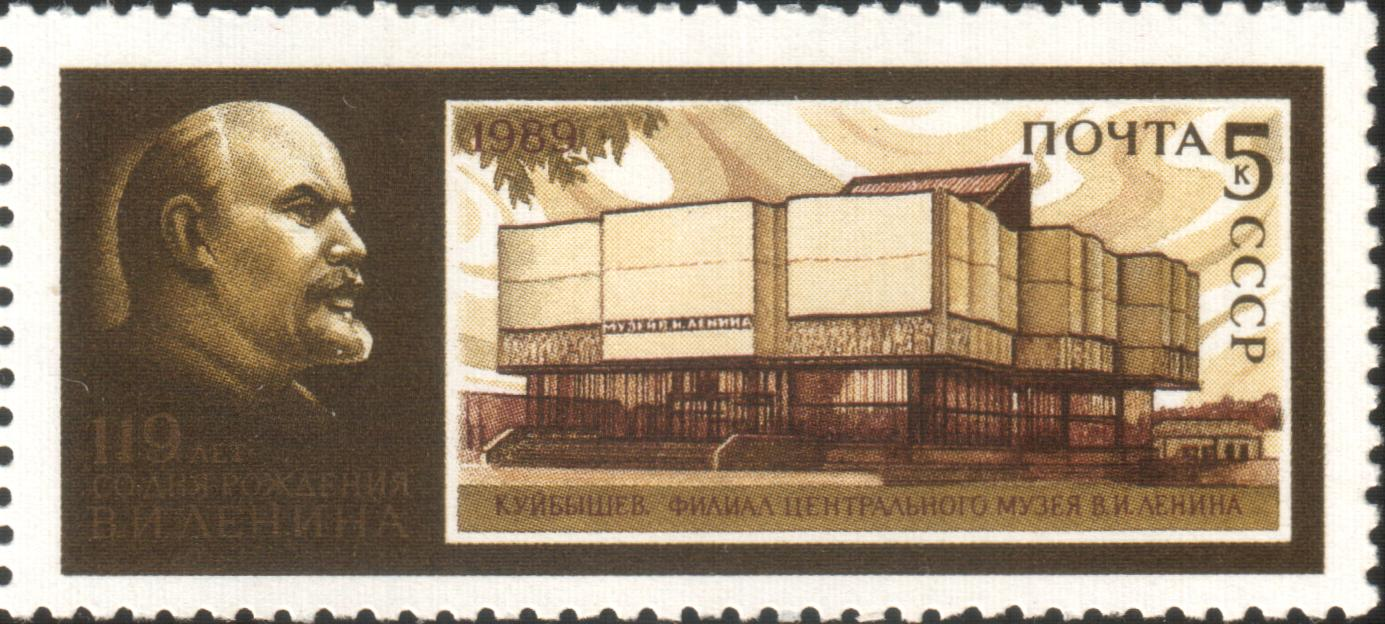
Филиал Центрального музея В. И. Ленина в Куйбышеве (СССР, 1989, художник И. Мартынов)

С 1922 года директором Самарского губернского научного музея была Вера Владимировна Гольмстен. При ней создаются музеи-филиалы:
1) Военный при Управлении военными заведениями ПРИВО;
2) Криминальный при УРО;
3) Историко-революционный;
4) «Комната старой Самары»;
5) «Аксаковская комната»

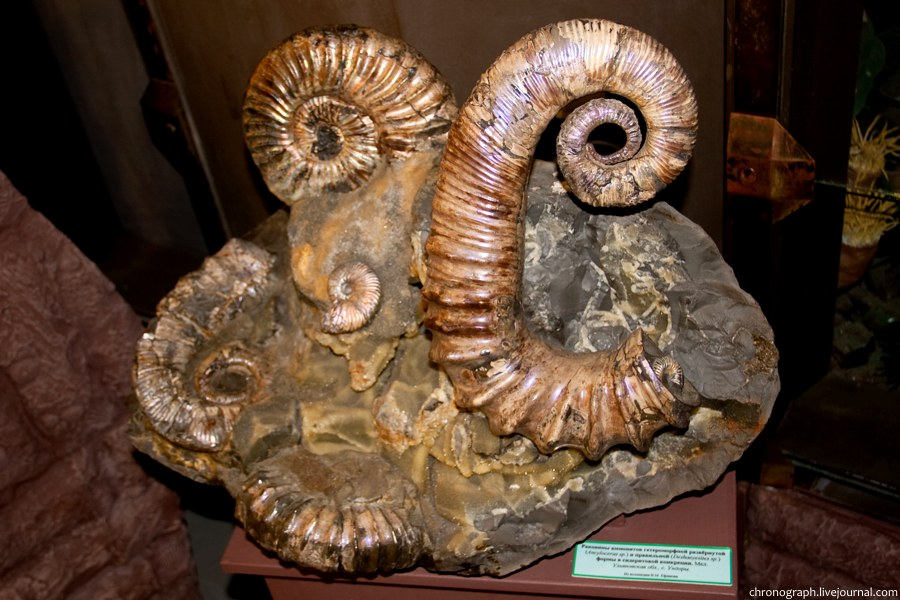
Окаменелости аммонитов

В музее было создано этнографическое отделение. Все вещи приобретены в обмен на муку, пожертвованную иностранной организацией. Вещей мало, особо ценные — национальные костюмы мордвы и татар. Музей открыт с 1923 года для посетителей по четвергам и воскресеньям за мизерную плату. В 1925 году открыта Комната Ленина в Доме Ленина.

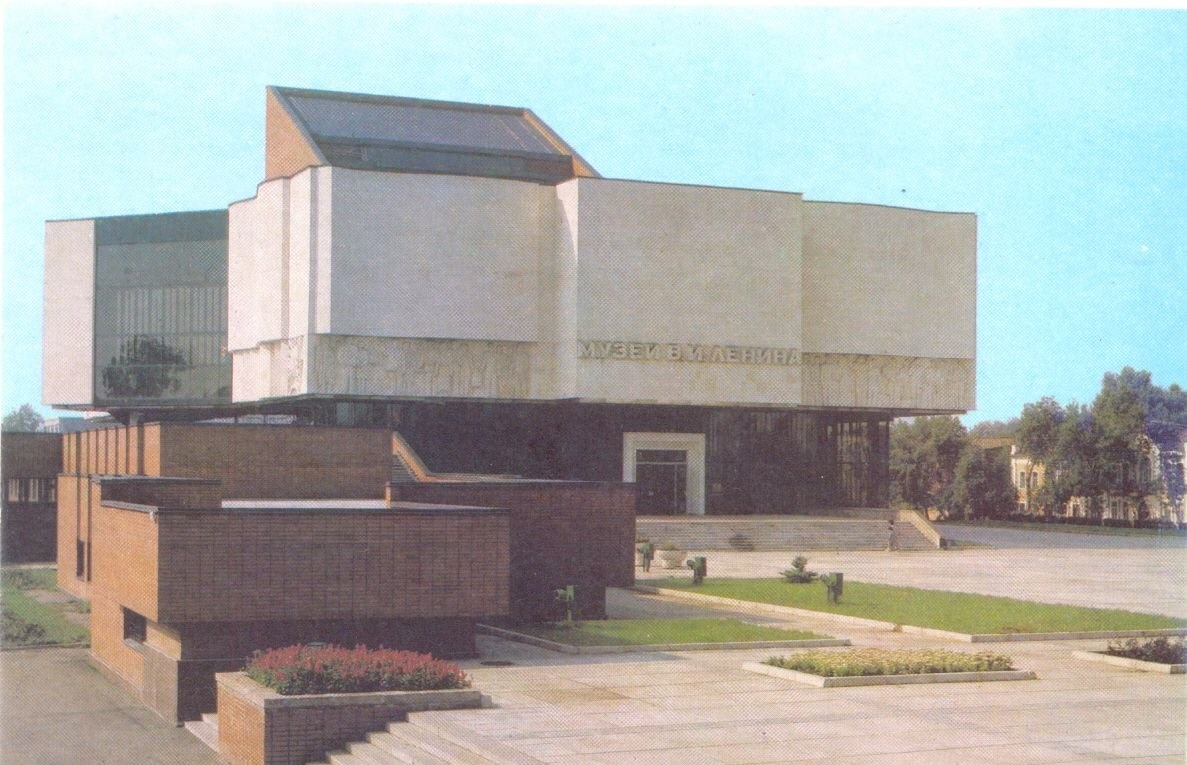
Филиал Центрального музея В. И. Ленина в Самаре (1991 год)

В тридцатых годах музей активно развивался, были основаны его филиалы — музей В. И. Ленина в с. Алакаевка (Кинельский р-н), открыт дом-музей М. В. Фрунзе. В Постановлении Куйбышевского Краевого Комитета ВКП(б) «О состоянии и перспективах развития музеев края» (секретно)от 5 сентября 1936 года определялось: превратить Краевой музей в показательный музей (с отделами природы, истории и социалистического строительства) и научный центр краеведческой музейной работы.
В 1992 году музею было присвоено имя Петра Алабина. 26 апреля 1993 года издано Распоряжение Главы Областной администрации об объединении двух музеев (Областного краеведческого и Самарского филиала Центрального Музея В. И. Ленина) и создании Историко-краеведческого музея им. П. В. Алабина с передачей музейных зданий на правах оперативного управления. В состав музея вошли филиалы:
1) Дом-музей В. И. Ленина — ул. Ленинская, 135;
2) Дом-музей М. В. Фрунзе — ул. Фрунзе, 114;
3) Музей истории г. Новокуйбышевска;
4) Дом-музей В. И. Ленина в с. Алакаевка Кинельского р-на.

## Музей в настоящее время
В настоящее время[когда?] музей располагает несколькими зданиями:
Основное здание СОИКМ им. П. В. Алабина, бывший Самарский филиал Центрального музея В. И. Ленина, было построено в 1989 году. В нём расположены основная экспозиция музея, помещения для хранения коллекций, художественная мастерская, фотосалон, кафе на 60 мест, кинозал, конференц-зал, библиотека с читальным залом, музейный магазин и информационный центр, имеется автостоянка.
Дом-музей Владимира Ильича Ленина. Музей расположен на территории бывшей городской купеческой усадьбы последней четверти XIX века, сохранившейся во времени практически без утрат: жилой дом, надворные сооружения (каретный сарай и напогребица), периметр сада. В доме, принадлежавшем самарскому купцу И. А. Рытикову, семья Ульяновых снимала квартиру на втором этаже с мая 1890 по август 1893 года.

Как музей историко-мемориального профиля Дом-музей В. И. Ленина в Самаре функционирует с 3 января 1940 года. В 1970 году, к 100-летию со дня рождения В. И. Ленина на втором этаже музея была восстановлена мемориально-бытовая обстановка квартиры Ульяновых, на первом, в помещении бывшей лавки купца Рытикова, была развернута научно-документальная экспозиция, посвященная самарскому периоду жизни В. И. Ленина. Также здесь проходят временные выставки, в основном на темы краеведения.
Дом-музей Михаила Васильевича Фрунзе. Дом-музей М. В. Фрунзе в Самаре работает с 23 февраля 1934 года. Здание музея построено в 1891 году и является памятником жилого зодчества. 23 февраля 2004 года в канун 70-летия музея открылась новая, третья по счёту экспозиция, в которой представлены новые материалы, скрытые ранее под грифом секретности.
Особняк Курлиной. Это одна из первых построек Самары в стиле модерн. Александр Курлин, купец 1 гильдии, в 1893 году обвенчался с купеческой дочерью Александрой Журавлёвой. Для своей красавицы жены Курлин построил необычный для Самары того времени особняк, который Алексей Толстой в романе «Хождение по мукам» назвал «нелепо роскошным». Летом 1918 года Самару заняли белочехи, и в доме Курлиной разместилась белочешская контрразведка. Согласно воспоминаниям, в подвале держали заключенных и производили расстрелы и с тех времен на стенах остались надписи и выбоины от пуль. В 1970-е годы особняк был передан музею краеведения. В 1995 году указом Президента России «Усадьба Курлиных» получила статус памятника истории и культуры федерального значения.  В 2008 году особняк Курлиной был закрыт на реставрацию, в 2012 году снова открыт для посетителей как Музей модерна.
Археоцентр. Самарский археологический центр – новый филиал Самарского областного музея имени П.В. Алабина. Открыт для посетителей 14 сентября 2023 года. Филиал расположен в отдельном помещении по адресу Самара, ул Фрунзе 96 Е.
Новое здание площадью 3000 кв. м. имеет три выставочных зала, помещения для сотрудников и фондохранилище.
“Лицом к лицу” – первая выставка, которая  начала работу  в Археоцентре.  Она дает представление о древнейших жителях Самарского Поволжья, населявших территорию нашего региона последние 12 тысяч лет. Впервые в российской музейной практике каждая эпоха представлена не только находками археологов, но и антропологическими реконструкциями внешнего облика предшественников, созданными при участии антропологов ИЭА РАН по методу профессора М.М. Герасимова.[значимость факта?]

### Сотрудничество с другими музеями
С 2000 года налажены международные контакты с Канадским музеем цивилизации. В 2006—2007 годах в Канаде реализован совместный выставочный проект «Хозяева степей». Для создания совместной российско-канадской выставки были использованы результаты многолетних археологических исследований в обоих регионах, результатом которых стал научный труд «Хозяева степей: древние кочевники Канады и России», изданный на английском, французском и русском языках. В рамках одной выставки можно было сравнить образ жизни, способы охоты, жилища и искусство древних кочевников Северной Америки и Степного Заволжья. С июня 2008 года по 15 февраля 2009 года выставка работала в России в Самарском областном историко-краеведческом музее им. П. В. Алабина. Выставку посетили 53 000 человек.[значимость факта?]

## Фонды музея

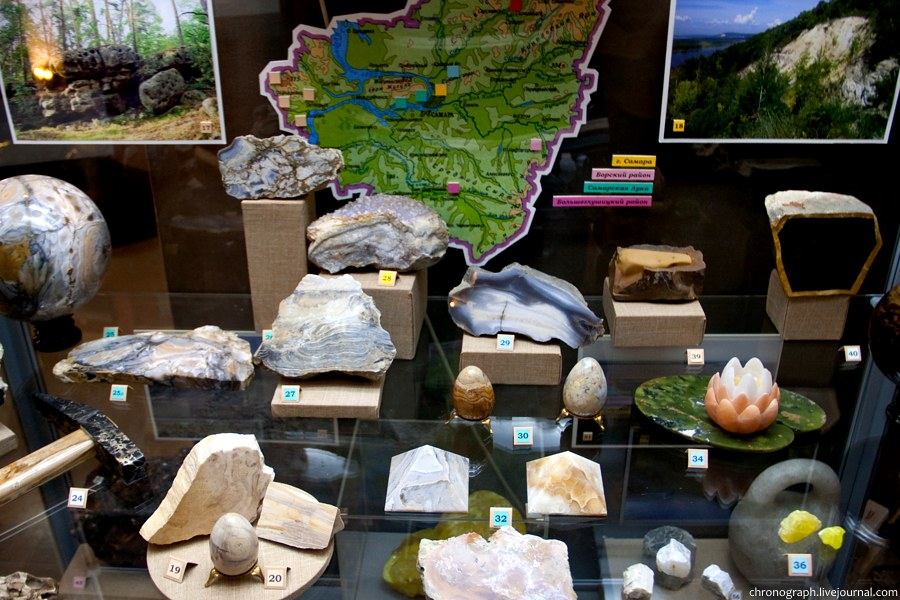
Коллекция минералов

В собрании музея более 200 тысяч музейных предметов. Музей располагает богатыми археологическими, естественнонаучными коллекциями (палеонтологической, минералогической, зоологической, ботанической), выразительными историко-бытовыми и этнографическими коллекциями.
Интересны[кому?] нумизматическая коллекция, коллекции редкой книги XVIII—XIX веков, документов XVIII—XX веков, холодного и огнестрельного оружия России, а также стран Запада и Востока (XIV—XX веков).

## Экспозиции

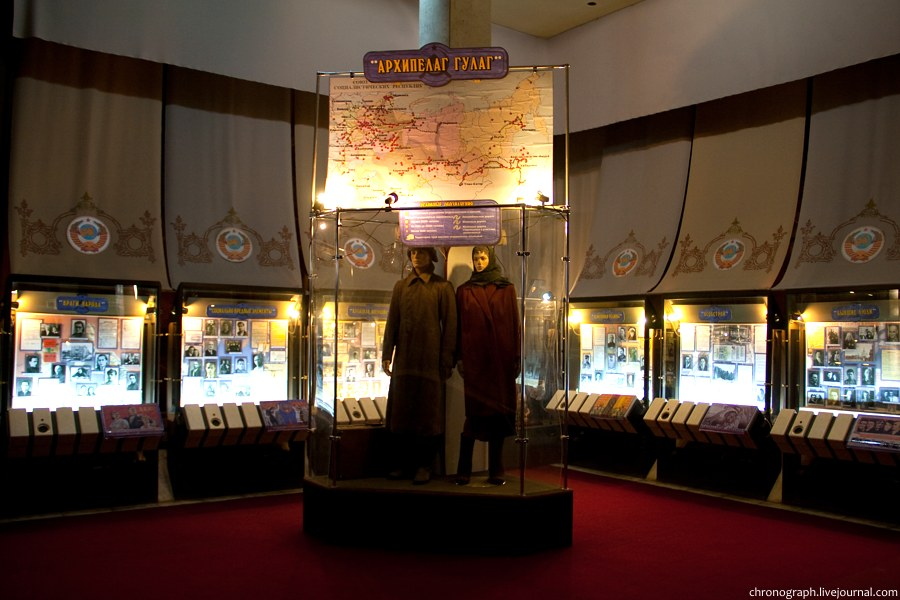
Экспозиция, посвящённая ГУЛАГу

Основными экспозициями музея являются: «От морского ящера до степного сурка» — экспозиция, посвященная природе Самарской области, «Четыре стола: жизненный круг народов Поволжья» — этнографическая экспозиция-рассказ о наиболее важных вехах в круге жизни жителей Самарской губернии,  «Перекрестки самарской истории» — история Самары от возникновения крепости (1586 года) и до начала 20 столетия.